# TLW女子インターナショナル王座
TLWインターナショナル女子王座は、REINA女子プロレスが管理、TLWが認定していた王座。

## 歴史
2011年、サンフランシスコのTLWが創設。5月8日、REINA女子プロレス新宿FACE大会で行われた初代王座決定戦に勝利した上林愛貴が初代王者になった。

## 歴代王者
| 歴代 | 選手     | 防衛回数 | 獲得日付     | 獲得場所 （対戦相手・その他） |
| ---- | -------- | -------- | ------------ | ----------------------------- |
| 初代 | 上林愛貴 | 4        | 2011年5月8日 | 新宿FACE ケリー・スケーター   |